# Phanogomphus militaris
Phanogomphus militaris – gatunek ważki z rodziny gadziogłówkowatych (Gomphidae). Występuje w Ameryce Północnej – w centralnych i południowych USA oraz w stanie Nuevo León w północno-wschodnim Meksyku.